# Бессалов Артем Леонідович
Артем Леонідович Бессалов (нар. 1 квітня 1983, Антрацит, УРСР) — український футболіст, півзахисник. У складі футбольного клубу «Миколаїв» 26 квітня 2017 року грав у півфіналі Кубку України проти київського «Динамо».

## Життєпис
Вихованець маріупольського спорт-інтернату №4, перший тренер — В. К. Каяк. Після завершення навчання в спорт-інтернаті за рекомендацією дитячого тренера Анатолія Самгіна відправився на перегляд у «Машинобудівник». Тренер дружківців Віктор Пищев розгледів у Бессалові потенціал, і клуб запропонував йому трирічний контракт. Через рік Артем покинув команду, перейшовши в вищоліговий донецький «Металург». У цій команді Артем провів два сезони, лише зрідка потрапляючи в заявки на матчі вищого дивізіону, але так жодного разу і не вийшов на поле. За власними словами футболіста, допоки на чолі команди був Семен Альтман, молодь потихеньку підпускали до основи, але прийшов після нього Олександр Севідов робив ставку на досвідчених виконавців і легіонерів. Після двох сезонів у дублі «Металурга» Бессалов перейшов у дніпродзержинську «Сталь», в складі якої через рік під керівництвом Севідова вийшов у першу лігу. Далі у того ж Севідова грав у «Геліосі», а потім у Анатолія Безсмертного в черкаському «Дніпрі» аж до його розформування.
Влітку 2009 року відбувся перший прихід Бессалова в «Миколаїв». У першому сезоні під керівництвом Михайла Калити, а потім В'ячеслава Мазараті Бессалов у складі «корабелів» до останнього туру претендував на підвищення в класі, але в підсумку миколаївці залишилися у другій лізі ще на один сезон, а сам Бессалов пішов до Анатолія Безсмертного в «Полтаву». Навесні 2013 року назад до Миколаєва Бессалова покликав Руслан Забранський. Перше півріччя в новому-старому клубі для Бессалова було більш ніж успішним. За підсумками весняної частини сезону «Миколаїв» зайняв в турнірній таблиці друге місце, а сезон 2012/13 років «корабели» завершили шостими, що стало найкращим результатом клубу за останні 10 років. Після завершення сезону Забранський покинув пост головного тренера, а «корабелів» очолив Олег Федорчук, який не знайшов місця для Артема в новій схемі гри своєї команди.
Восени 2016 року до Миколаєва знову прийшов Забранський і повернув у команду Бессалова. Під час третього приходу в цей клуб Артем у сезоні 2016/17 зіграв 90 хвилин у півфіналі Кубку України.
У грудні 2020 року Комітет з етики та чесної гри УАФ через участь групи футболістів, серед яких Артем Бессалов, відкрив справу для проведення перевірки можливого порушення кодексу етики і чесної гри УАФ в частині заподіяння шкоди іміджу українського футболу, через участь в складі збірної так званої «ДНР» у товариському матчі проти збірної так званої «Республіки Абхазія», який відбувся 25 вересня 2020 року.